# The Last Summer
The Last Summer es el primer álbum en vivo, y el noveno álbum en general, de la banda The Siegel–Schwall Band. Fue publicado en abril de 1974 a través del sello Wooden Nickel.

## Recepción de la crítica
Un escritor no especificado de la revista Cash Box escribió: “Presentando a la banda en escenarios de blues aventureros, el LP está repleto de melodías que recuerdan la tradición del blues en su mejor momento”.

## Lista de canciones
| Lado uno |                               |                     |                     |          |  |
| N.º      | Título                        | Escritor(es)        | Vocalista principal | Duración |  |
| 1.       | «Rock Me Baby»                | B.B. King Joe Josea | Rollow Radford      | 5:25     |  |
| 2.       | «You Don't Love Me Like That» | Jim Schwall         | Jim Schwall         | 3:45     |  |
| 3.       | «I Won't Hold My Breath»      | Corky Siegel        | Corky Siegel        | 4:16     |  |
| 4.       | «Sun Is Shining»              | Jimmy Reed          | Corky Siegel        | 6:10     |  |
| 5.       | «Let's Boogie»                | Ken Goerres         | Kenny Clown         | 0:05     |  |

| Lado dos |                    |                 |                     |          |  |
| N.º      | Título             | Escritor(es)    | Vocalista principal | Duración |  |
| 1.       | «Hey, Billie Jean» | Jim Post Siegel | Corky Siegel        | 7:26     |  |
| 2.       | «West Coast Blues» | Schwall         | Jim Schwall         | 5:20     |  |
| 3.       | «Out-a-Gas?»       | Siegel          | Corky Siegel        | 7:20     |  |

## Créditos y personal
Créditos adaptados desde las notas de álbum de The Last Summer.
The Siegel–Schwall Band
- Corky Siegel – armónica, piano, voces en «I Won't Hold My Breath», «Sun Is Shining», «Hey, Billie Jean» y «Out-a-Gas?»
- Jim Schwall – guitarra, voces en «You Don't Love Me Like That» y «West Coast Blues»
- Rollow Radford – bajo eléctrico, voces en «Rock Me Baby»
- Sheldon Ira Plotkin – batería

Músicos adicionales
- Kenny Clown – voces en «Let's Boogie»

Personal técnico
- The Siegel–Schwall Band – productor
- Barry Mraz – productor, ingeniero de audio
- Bill Traut – productor
- Arnie Acosta – masterización
- John Thompson – ilustración
- Acy Lehman – director artístico
- Colin Johnson – fotografía
- Nick Sangiamo – fotografía

## Historial de lanzamientos
| Región         | Fecha                | Formato | Discográfica  | Ref.  |
| -------------- | -------------------- | ------- | ------------- | ----- |
| Estados Unidos | abril de 1974        | LP      | Wooden Nickel | [ 1 ] |
| Estados Unidos | 24 de agosto de 2018 | CD      | Wounded Bird  | [ 4 ] |